# Micro-région de Jánoshalma
La micro-région de Jánoshalma (en hongrois : jánoshalmai kistérség) est une micro-région statistique hongroise rassemblant plusieurs localités autour de Jánoshalma.